# Liste der Bodendenkmäler in Hürth
Die folgende Liste enthält die offiziellen Bodendenkmäler auf dem Gebiet der Stadt Hürth, Rhein-Erft-Kreis, Nordrhein-Westfalen (Stand: Ende 2010). Bei den in Klammern angegebenen Zahlen handelt es sich um die durch den Landschaftsverband Rheinland vergebene Nummerierung. Die römischen und fränkischen Funde aus dem Stadtgebiet wurden im Jahr 2014 in einer eigenen Monographie vorgestellt.
Hinweis: Die Reihenfolge der Denkmäler in dieser Liste entspricht der offiziellen Liste und ist nach Bezeichnung, Ortsteilen und Straßen sortierbar.
| lf. Nummer | Name                                     | Stadtteil         | Adresse                                                      | Bild                                                |
| ---------- | ---------------------------------------- | ----------------- | ------------------------------------------------------------ | --------------------------------------------------- |
| 1          | Burgwüstung (77)                         | Hermülheim        | Burgpark Hermülheim                                          |                                                     |
| 2          | Wasserburg Efferen (71)                  | Efferen           | Ritterstraße 8 / Bachstraße                                  |                                                     |
| 3          | Burgruine Fischenich (74)                | Fischenich        | Gennerstraße / Augustinerstraße                              |                                                     |
| 4          | Frohnhof (75)                            | Fischenich        | Gennerstraße / Am Kirchberg                                  |                                                     |
| 5          | Kirchenwüstung (77a)                     | Hermülheim        | Burgpark Hermülheim                                          |                                                     |
| 6          | Kirchenwüstung (078a) Friedhof Stotzheim | Stotzheim         | Keutenstraße                                                 |                                                     |
| 7          | Kuchenhof (080)                          | Stotzheim         | Rodderstraße                                                 |                                                     |
| 8          | Füngelingshof / Mühle (081a)             | Alstädten-Burbach | Kloster Burbach                                              |                                                     |
| 9          | Burgwüstung (083)                        | Alt-Hürth         | Lindenstraße / Weierstraße / Brabanter Platz                 |                                                     |
| 10         | Alte Pfarrkirche (083a)                  | Alt-Hürth         | Weierstraße / Brabanter Platz                                |                                                     |
| 11         | Wasserburg Gleuel (85)                   | Gleuel            | Ernst-Reuter-Straße / Bachemer Straße / Grippekovener Straße |                                                     |
| 12         | Huppertzhof (088)                        | Sielsdorf         | Kölnerstraße / Dorfstraße                                    |                                                     |
| 13         | Wasserburg (089)                         | Kendenich         |                                                              |                                                     |
| 14         | Kirche St. Johann Baptist (089a)         | Kendenich         | Ortshofstraße 15                                             |                                                     |
| 15         | Römische Wasserleitung (090a)            | Hermülheim        | Luxemburger Straße                                           |                                                     |
| 16         | Römische Wasserleitung (090b)            | Gleuel            | Ernst-Reuter-Straße 31                                       |                                                     |
| 17         | Römische Wasserleitung (090)             | Hermülheim        | Realschule Hermülheim                                        | Teilstück der Römischen Wasserleitung in Hermülheim |
| 18         | Kloster Marienbrunn (081)                | Alstädten-Burbach | Kloster Burbach                                              | Bodendenkmal Kloster Marienbrunn                    |
| 19         | Kirche St. Martin (76)                   | Fischenich        | An St. Martin / Am Kirchberg                                 |                                                     |
| 20         | Frohnhof (84a)                           | Gleuel            | Bachemer Straße                                              |                                                     |
| 21         | Kirche St. Dionysius (84)                | Gleuel            | Bachemer Straße / Friedenstraße                              |                                                     |
| 22         | Gräberfeld (073)                         | Efferen           | Frankenhof / Kochstraße                                      |                                                     |
| 23         | Villenhof (079)                          | Stotzheim         | Am Steeg                                                     |                                                     |
| 24         | Schlehbuschhof / Burg (078)              | Stotzheim         | Abtstraße                                                    |                                                     |
| 25         | Weilerhof (86)                           | Fischenich        | Weilerstraße                                                 |                                                     |
| 26         | Stollen am Weilerhof (87)                | Fischenich        | Weilerstraße                                                 |                                                     |
| 27         | Frankenhof (072)                         | Efferen           | Schaesbergstraße / Kochstraße                                |                                                     |
| 28         | Wüsthof [Reuschhof] (088a)               | Stotzheim         |                                                              |                                                     |
| 29         | Frohnhof St. Ursula (089b)               | Kendenich         | Nußallee                                                     |                                                     |
| 30         | Römergrab (226)                          | Efferen           | Luxemburger Straße / Kaulardstraße                           |                                                     |
| 31         | Burg Schallmauer                         | Berrenrath        | Burg Schallmauer                                             |                                                     |
| 32         | Römische Wasserleitung (241)             | Hermülheim        | Bettina-von-Arnim-Weg / Friedrich-Ebert-Straße               |                                                     |
| 33         | Römisches Gräberfeld (230)               | Hermülheim        | Kölnstraße / Am Alten Bahnhof                                |                                                     |
| 34         | Brunnen, ca. 1850 (BM 250)               | Alstädten-Burbach | Brunnenstraße 16                                             |                                                     |
| 35         | Römische Wasserleitung                   | Hermülheim        | Nähe Efferener Straße                                        |                                                     |

## Belege
1. 1 2  Denkmalliste auf der Website der Stadt Hürth (Memento des Originals vom 9. Oktober 2011 im Internet Archive)  Info: Der Archivlink wurde automatisch eingesetzt und noch nicht geprüft. Bitte prüfe Original- und Archivlink gemäß Anleitung und entferne dann diesen Hinweis.
2. ↑  Raymund Gottschalk: Römer und Franken in Hürth, Verlag Rudolf Habelt, Bonn 2014 mit einer Fundstellenkarte Abb. 2 und Liste mit 61 Fundstellen S. 199f.